# Ernesto De Angelis
Ernesto De Angelis (... – Napoli, 1935) è stato un giornalista e politico italiano.

## Biografia

### Piazza San Sepolcro
Ernesto De Angelis, impiegato postale ed ex irredentista mazziniano, ha alle spalle una militanza attiva nel partito repubblicano quando il 23 marzo 1919, unico napoletano presente, partecipa a Milano al Convegno di Piazza San Sepolcro. Affascinato da Benito Mussolini, il "sansepolcrista" rientra a Napoli e prende il posto di Silvano Fasulo come corrispondente per Il Popolo d'Italia; poi, seguendo con entusiasmo le indicazioni ricevute a Milano, si mette subito in moto e prende contatto con quanti hanno inviato la loro adesione formale alla riunione milanese: il tenente Armando Miceli per il "Gruppo Arditi", Giuseppe Casullo e Romolo Tirassi di Napoli, Giuseppe Leoni da Capobianco per i "Nuclei combattenti" di Avellino, Augusto Baroni di Salerno e Catello Lancella di Castellammare di Stabia. Inizia così il lavoro organizzativo per la costituzione del primo Fascio di Combattimento della città.

### Via Solitaria
La nascita del movimento fascista è annunciata il 30 marzo 1919 con un manifesto di Nicola Sansanelli, cui si sono affiancati personaggi già noti negli ambienti degli ex combattenti come Vincenzo Tecchio e Aurelio Padovani, che diverranno poi uomini di punta del fascismo campano. La sede è in via Solitaria 38 e su Il Popolo d'Italia il De Angelis la descrive come «la casa degli Arditi, il Circolo del Futurismo, la sede dell'Antipartito». In realtà, il Fascio di Combattimento nasce il successivo 14 aprile, al termine di una riunione tenuta nella galleria Umberto I su iniziativa dell'Associazione Nazionalista Italiana, presenti tra gli altri, con professori, studenti e ufficiali, l'ardito Ferdinando Ferrara e i nazionalisti Enea Silvio Amoroso, corrispondente per L'Idea Nazionale, e Raffaele Pescione. A questa prima manifestazione ufficiale del fascismo napoletano si registra un significativo e sintomatico scontro di tendenze e si delineano i contorni di un fascismo che tiene assieme istanze socialistoidi e temi cari al combattentismo. Il maestro repubblicano Renato Greco, infatti, pone l'accento sul carattere patriottico, non politico dell'organizzazione, ma chiede che si distingua fra socialismo e bolscevismo, incontrando l'opposizione dei nazionalisti, per i quali la sua distinzione è evidentemente politica mentre, chiariranno in una successiva riunione, il Fascio di Combattimento deve chiedere le otto ore e diventare una "borsa del lavoro degli smobilitati". Ernesto De Angelis a sua volta, vecchio repubblicano come Renato Greco, ritiene che occorra distinguere soprattutto fra Mussolini e il fascismo - una dissociazione che caratterizzerà a lungo il rapporto fra la popolazione e il regime - e dichiara che la sua adesione al movimento di Mussolini è legata soprattutto a due dei punti più significativi del progetto politico nato a Milano: la Costituente e l'antibolscevismo.
Sin dai primi mesi del 1920, l'organizzazione di De Angelis scatena un'intensa attività squadristica e a fine anno, il 28 dicembre, il Fascio è in grado di organizzare una violenta protesta contro Giolitti «colpevole del Natale di sangue fiumano». Tra gli squadristi si distingue sempre più l'ex capitano dei bersaglieri Aurelio Padovani, che si era già segnalato per l'audace brutalità contro i libici a Sciara el Sciatt (23 ottobre 1911) e nel giugno 1914 contro i lavoratori in sciopero durante la Settimana rossa. La violenza da loro messa in campo contro le organizzazioni operaie è tale che i socialisti, allarmati e sconcertati, ne denunciano le «intenzioni evidentemente provocatorie e sopraffattrici». I fascisti però non si fermano e De Angelis è molto attivo: il 23 maggio del 1920, infatti, è a Milano alla seconda adunata nazionale fascista e il 9 ottobre a Firenze per un raduno di squadristi; a novembre, infine, unico candidato fascista a Napoli, si presenta alle elezioni provinciali, ma è pesantemente sconfitto.

### Via Santa Maria Ognibene
Messo progressivamente in ombra da figure emergenti di forte spessore politico quali Sansanelli, Tecchio e Padovani, De Angelis è sostituito a Il Popolo d'Italia da Silvano Fasulo, ma nel 1923, quando il partito a Napoli è scosso dalla rottura fra Mussolini e Aurelio Padovani, ras indiscusso della Campania e luogotenente generale della Milizia, De Angelis assume un atteggiamento prudente e non segue Padovani nemmeno quando, a maggio, si fa espellere dal partito perché non accetta l'apertura ai notabili liberali, convinto che essi, aprendo la via a vecchie clientele e consorterie locali, avrebbero sfigurato il volto del partito. Ripreso comunque il posto di corrispondente a Il Popolo d'Italia nel 1924, quando Fasulo è dichiarato decaduto, De Angelis, benché deluso dall'evoluzione del fascismo che non ha mantenuto le sue promesse rivoluzionarie, prosegue nell'attività di giornalista e continua a partecipare alla vita politica fino alla fine del 1930 quando, ormai vecchio, si fa lentamente da parte. Muore nel 1935 e il Partito fascista, che non ha dimenticato il vecchio "sansepolcrista", nel 1936, in occasione del diciassettesimo anniversario della fondazione dei Fasci di Combattimento, fa erigere a Napoli, in via Santa Maria Ognibene 23, una stele in suo onore che, dopo la caduta del regime, verrà distrutta dagli antifascisti assieme al monumento dedicato ad Aurelio Padovani.